# موسو (سياسي)
موسو (بالإندونيسية: Musso)‏ هو نقابي وسياسي إندونيسي، ولد في 12 أغسطس 1898 في إندونيسيا، وتوفي في 31 أكتوبر 1948 في نفس البلد. حزبياً، نشط في الحزب الشيوعي الإندونيسي.